# Bettina Wiegmann
Bettina Wiegmann est une footballeuse allemande née le 7 octobre 1971 à Euskirchen. Elle évoluait au poste de milieu de terrain.

## Biographie
Au cours de sa carrière elle a glané 154 sélections en équipe nationale et a marqué 51 buts pour son pays. Notons que rares sont les footballeuses allemandes à avoir dépassé le cap symbolique des 150 sélections. Avec l'Allemagne Bettina a remporté un titre de championne du monde et cinq titres de championne d'Europe, ce qui fait d'elle l'une des footballeuses allemandes possédant le plus beau palmarès.
En club, Bettina a joué pour le Grün-Weiss Brauweiler ainsi qu'à Boston dans la WUSA. Avec le Grün-Weiss Brauweiler elle a remporté 3 Coupes d'Allemagne et un titre de Championne d'Allemagne.
En 1997 Wiegmann a été élu footballeuse allemande de l'année. Elle a ainsi succédé à Martina Voss qui avait eu ce titre honorifique en 1996.
Actuellement, Bettina est coentraineuse de l'équipe allemande féminine des - de 20 ans avec Maren Meinert

## Carrière
- 1988-2001 : Grün-Weiss Brauweiler
- 2001-2002 : Boston Breakers (WUSA)
- 2003 : FFC Brauweiler Pulheim 2000

## Palmarès
- Vainqueur de la Coupe du monde féminine 2003 avec l'Allemagne
- Finaliste de la Coupe du monde féminine 1995 avec l'Allemagne
- Vainqueur du Championnat d'Europe 1991 avec l'Allemagne
- Vainqueur du Championnat d'Europe 1995 avec l'Allemagne
- Vainqueur du Championnat d'Europe 1997 avec l'Allemagne
- Vainqueur du Championnat d'Europe 2001 avec l'Allemagne
- Vainqueur du Championnat d'Europe 2005 avec l'Allemagne
- Médaille de Bronze aux Jeux olympiques de Sydney 2000
- Championne d'Allemagne en 1997 avec Grün-Weiss Brauweiler
- Vainqueur de la Coupe d'Allemagne féminine en 1991, 1994 et 1997 avec Grün-Weiss Brauweiler
- Élue Footballeuse allemande de l'année en 1997